# 동덕여자대학교
동덕대학교(同德大學校, Dongduk University)는 1950년 학교법인 동덕여학교(현 동덕학원)에서 초급단과대학으로 설립하여 1987년 종합대학으로 승격하였다.

## 연혁
- 1908.04. 춘강 조동식 선생 동원여자의숙 설립
- 1909.04. 동원, 동덕 합병하여 교명을 동덕여자의숙으로 정함.
- 1910.03. 동덕여자의숙내 고등속성과 설립
- 1911.12. 설립자에 손병희선생, 교장에 조동식선생 취임
- 1914.03. 동덕여학교 고등과 제1회 졸업생 배출
- 1926.04. 동덕여자고등보통학교 4년제 인가
- 1926.09. 재단법인 동덕여학단 설립인가
- 1933.10. 동덕여자고등보통학교 창신동 신축교사로 이전
- 1938.04. 동덕고등여학교로 교명 변경
- 1946.10. 신교육령에 의해 6년제 동덕여자중학교로 변경인가
- 1950.05. 동덕여자초급대학 설립인가
- 1951.08. 교육령 개정으로 동덕여자중학교, 고등학교로 분리인가
- 1951.09. 6.25사변으로 부산에서 개교
- 1953.10. 춘강 조동식박사 학교장, 이사장 겸임, 춘강 조동식박사 동덕여자대학 초대학장 취임
- 1956.08. 춘강고희기념사업으로 춘강장학회 발족
- 1957.03. 동덕여자초급대학 제1회 졸업식 거행
- 1961.08. 동덕여자초급대학 관훈동 신축교사로 이전
- 1964.01. 재단법인을 학교법인으로 변경인가
- 1966.07. 춘강 조동식박사 동상 건립 제막식
- 1967.03. 동덕여자대학 하월곡동 신축교사로 이전
- 1969.12. 춘강 조동식박사 서거 사회장 거행
- 1970.06. 학교법인 동덕여학단 이사장에 이능우박사 취임
- 1971.08. 동덕여자중고등학교 춘강기념관 준공
- 1976.11. 동덕여자대학 춘강기념도서관 준공
- 1976.12. 학교법인 동덕여학단 이사장에 조용각박사 취임
- 1981.08. 동덕여자대학 대학원 건물 준공
- 1982.03. 동덕여자고등학교 상과 신설
- 1982.04. 동덕여자대학 부속유치원 설립인가
- 1985.11. 학교법인 남성학원 (충남금성중학교) 흡수 합병
- 1986.02. 동덕여자중고등학교 방배동 신축교사로 이전
- 1986.03. 동덕여자대학 인문관 준공
- 1987.08. 춘강 조동식박사 탄신 100주년 심포지움 개최
- 1987.12. 제1회 춘강상 시상식 거행
- 1988.03. 동덕여자대학 종합대학교로 개편 초대총장 김종협박사 취임
- 1990.12. 동덕여자대학교 동인관 준공
- 1991.03. 동덕여자대학교 여성사회교육원 설립인가
- 1993.09. 충남금성중학교 신축교사 준공
- 1994.03. 충남금성중학교를 성덕중학교로 교명변경
- 1995.09. 동덕여자대학교 국내최초로 테마여성학도서관 개관
- 1996.03. 동덕여자대학교 3대 총장에 조원영박사 취임,디자인대학과 디자인대학원을 청담동소재 디자인연구센타로 이전
- 1997.08. 동덕빌딩 준공 (관훈동 소재)
- 1999.03. 동덕여자대학교 예술관 개관 (미술학부 이전)
- 1999.07. 공연예술센타 기공식 (동숭동 소재)
- 1999.10. 학교법인 동덕여학단 이사장 율동 조용각박사 서거 (동덕여학단장 거행)
- 1999.11. 학교법인 동덕여학단 6대 이사장에 이은주선생 취임
- 2004.07. 학교법인 동덕여학단 7대 이사장에 박상기박사 취임
- 2004.09. 동덕여자대학교 6대 총장에 손봉호박사 취임
- 2010.02. 학교법인 동덕여학단 8대 이사장에 맹원재박사 취임
- 2010.08. 동덕여자대학교 7대 총장에 김영래박사 취임
- 2011.11. 합교법인 동덕여학단 9대 이사장에 신상규선생 취임
- 2014.08. 동덕여자대학교 8대 총장에 김낙훈박사 취임
- 2015.08. 학교법인 동덕여학단 10대 이사장에 조원영박사 취임
- 2018.08. 동덕여자대학교 9대 총장에 김명애박사 취임

## 위치
- 동덕여자대학교 - 서울시 성북구 화랑로 13길 60
- 동덕여자대학교 공연예술센터 - 서울시 종로구 동숭길 126
- 동덕여자대학교 디자인허브 - 서울시 강남구 삼성로 762

## 조직

### 학부
8개의 단과대학, 1개의 독립학부, 37개의 학과로 구성되어 있다. (2019년 기준)
- 교양교직학부
- 인문대학 (8) - 국어국문학과, 국사학과, 문예창작과, 영어과, 일본어과, 프랑스어과, 독일어과, 중어중국학과
- 사회과학대학 (7) - 경영학과, 경제학과, 국제경영학과, 세무회계학과(야), 문헌정보학과, 사회복지학과, 아동학과
- 자연과학대학 (6) - 식품영양학과, 보건관리학과, 화학·화장품 학부 (화장품학전공, 응용화학전공), 체육학과, 토탈뷰티케어학과(야)
- 약학대학 (1) - 약학과
- 정보과학대학 (2) - 컴퓨터학과, 정보통계학과
- 예술대학 (6) - 회화과, 디지털공예과, 큐레이터학과, 피아노과, 관현악과, 성악과
- 디자인대학 (3) - 패션디자인학과, 패션디자인학과(야), 시각·실내디자인학과(시각디자인전공, 실내디자인전공), 미디어디자인학과
- 공연예술대학 (4) - 방송연예과, 방송연예과(야), 실용음악과, 무용과, 모델과
  - 모델과는 1999년 4년제 대학 최초로 모델전공이 신설되면서 각종매체에 주목을 받았으며 21세기가 필요로 하는 개성 있는 모델을 육성함으로써 세계적인 모델을 배출하고 전문지도자를 양성하고 있다.
  - 야간학과로 패션디자인학과, 방송연예과, 세무회계학과, 토탈뷰티케어학과가 개설되어 있다.

### 대학원
- 일반대학원
- 특수대학원 - 디자인대학원, 교육대학원, 공연예술대학원, 보건과학대학원, 문화예술치료대학원
- 패션전문대학원 - 패션학과

## 부속 기관

### 춘강학술정보관
- 동덕여자대학교 도서관은 본 학원이 설립자이신 故 춘강 조동식 선생의 아호를 따라 "춘강기념도서관"으로 명명하여 1950년 5월 27일 개교와 함께 개관하였다. 연건평 1,200여평의 춘강학술정보관은 자료의 내용별로 인문과학자료실, 사회과학자료실, 자연과학자료실, 예술어문학실로 구분하여 운영되고 있으며, 구간서고, 연속간행물실, 참고 및 논문자료실, 전자정보실을 운영하여 기능별로 세분화된 이용자 서비스를 해오고 있다.

### 여성학정보센터
- 여성과 관련된 각종 문헌자료와  정보제공, 연구의 수행과 축적 그리고 연구결과의 유통 및 교육 프로그램의 개발 등이 여성학센터라는 독립건물에서 효율적으로 이루어지고 있다. 또한 여성학 센터를 통해 다양한 국제프로그램을 기획, 유치함으로써 세계 속에서의 한국 여성학을 부각시키며 여성연구소를 비롯하여 여성학 도서관과 여성 박물관, 여성학프로그램으로 구성되어 있다.
- 한국여성연구소는 정보화와 세계화를 향하여 급변하는 사회속에서 변화하는 여성의 역할과 위상을 규명하고 새로운 정체성을 모색하고자 1996년 3월에 설립되었다. 한국 여성을 다각적인 측면에서 탐구하면서 사회와 가정에서 여성들의 지위를 향상시키고 여성들이 보다 능동적으로 사회에 참여할 수 있는 방안을 연구하고 있다. 특히 대학의 주체인 여성이 사회에 진출하고 가정을 이루는 데 있어 주체적으로 대처할 수 있도록 교육 방향을 모색하는 데 역점을 두고 있다.

### 동덕아트갤러리
- 한국의 대표적인 화랑가인 인사동·안국동 지역에 위치하고 있다. 1979년에 개관한 동덕미술관은 1997년 동덕빌딩에 200평 규모의 대 전시실을 새로 마련하였다. 미술관은 저명한 미술평론가와 교수, 작가들을 주축으로 매년 여러 가지 중요한 사업을 전개하고 있다.
- 한국미술사를 재정립하기 위한 Field Work을 개최하며, 역량있는 작가의 발굴 및 후원 사업, 세계미술의 최신 경향을 위한 동향평가전, 한국미술의 동향과 평가전, 대학미술의 상호증진을 위한 교류전 및 워크샵, 미술인 상호간의 대화를 위한 세미나 개최, 일반 미술애호가를 위한 특강 등을 연차 계획사업으로 추진해 오고 있다.

### 기타
- 박물관
  - 본 대학교 박물관은 민족문화의 유산인 유물 및 사료 등을 수집 보존하고, 대학인의 학술연구에 기여하며, 보다 새로운 전통문화 창조의 바탕을 마련할 목적으로 1977년 5월 27일 설립되었다. 현 보존 유물은 고 춘강 조동식 박사의 유품을 위시하여 수백점의 훌륭한 한국 여성 전통 민속공예품 및 의상과 서적류, 옥석제품, 죽조칠제품, 도토제품, 서화류, 피모직제품, 탁본류, 민화류, 상장, 사진자료 등 다수가 있다.
- 디자인허브
  - 강남구 청담동에 위치한 디자인허브는 디자인의 각 분야를 다양한 각도로 연구하고, 산학협동을 통한 현실적인 교육으로 뛰어난 전문 디자이너를 배출하는 국제적인 디자인 교육 및 연구기관으로 설립되었다. 산학협동의 극대화, 해외 디자인 교육기관과의 교류, 디자인 갤러리 및 상설 디자인 전시관을 통한 디자인 정보의 교류, 다양한 분야의 초빙교를 통한 학생들에 대한 교육, 기타 연구·교수활동을 위한 사업을 활발히 추진하고 있다.
- 비만연구센터
  - 비만연구센터는 비만과 관련된 여러 분야를 체계적으로 연구하고 의학관련 산학협동 및 체중관리 실습을 통하여 현장감 있는 교육을 실시하며, 실제로 비만인을 대상으로 체중감량을 도와주는 다이어트 프로그램을 운영하고 또한 비만 관련 여러 측정 및 분석 서비스를 제공한다. 비만연구센터 다이어트 프로그램은 비만에 대한 과학적 연구 분석 데이터와 학문적 지식을 기본으로 한 풍부한 비만관리 경험을 가지고 비만관리 접근을 하고 있으며 On-line과 Off-line의 상화 대화형 방식을 행하여 체계적이고 현대적인 시스템으로 진행해 가고 있다. 현재 산학협동기관인 의학연구소와 함께 genetic분야에까지 발을 넓힘으로써 유전적 측면에서의 문제까지 풀어 종합적인 비만 문제 해결을 위한 많은 연구들이 이루어지고 있다.
- 평생교육원
  - 평생교육원은 동덕여자대학교의 건학이념인 도의ㆍ진리ㆍ화협을 바탕으로 사회적 요구에 부응하는 전문적이고 실용적인 평생교육의 기회를 제공할 목적으로 1991년에 설립되었다. 현재 학사(전문학사)취득 및 대학원 진학을 목표로 하는 학점은행제 과정, 취업 및 자격증 취득을 목적으로 하는 자격증과정, 각자의 소질을 개발하고 삶의 질을 향상시킬 수 있는 사회교육과정 그리고 보육교사양성과정 등을 개설ㆍ운영하며, 매년 다양한 과정과 분야에서 준비된 전문인력을 배출하여 그 사회적 역할을 다하고 있다.
- 동덕여대부속유치원
  - 1920년대부터 여성교육을 위하여 선도적 역할을 해온 학교법인 동덕여학단이 유아교육을 통한 인재양성과 전인교육의 목적을 이루기 위하여 1983년에 개원하였다. 몬테소리교육의 시본인 혼합반으로 3세~7세까지 일상생활 속에서 사회 생활을 익히고 준비된 환경 속에서 배우며 경험을 통하여 서로돕고, 아끼고 존경하고 사랑하며 살아가는 방법과 예의범절을 익히는가운데 질서감을 배우고 어린이들을 인품있고 책임감있는 안정된 사회인으로 행복하고 조화된 한명의 독립된 성인으로 발전시키고자 하는 데 그 목적을 두고 있다.

## 사건사고
2023년 6월 7일 등교하던 학생이 트럭에 치인 뒤 이틀 만에 사망한 사건이 발생한 직후에 재학생들은 학교의 안전불감증을 비판했다.
2024년 동덕여자대학교 남녀공학 전환 반대 시위가 발생하였다.

## 부속 학교
- 동덕여자고등학교
- 동덕여자중학교
- 성덕중학교
- 동덕여대부속유치원

## 같이 보기
- 대한민국의 대학 목록
- 대한민국의 교육